# مراح المض (المحويت)

تعديل مصدري - تعديل

مراح المض هي إحدى قرى عزلة العرقوب بمديرية المحويت التابعة لمحافظة المحويت، بلغ تعداد سكانها 126 نسمة حسب تعداد اليمن لعام 2004.